# Tejado
|  | Per a altres significats, vegeu «el Tejado». |

Tejado és un municipi a la província de Sòria (comunitat autònoma de Castella i Lleó). El 2023 tenia 96 habitants.